# جورجيو فالا
جورجيو فالا (باللاتينية : Georgius Valla؛ بيشنزة 1447 - البندقية 23 يناير 1500) كان أكاديمي وعالم رياضيات ولغة ومترجم إيطالي.

## حياته
ولد في بيشنزة عام 1447م لأندريا فالا "Andrea Valla وكورنيليا كورفيني "Cornelia Corvini". انتقل إلى ميلانو في سن الخامسة عشرة لتلقى تعليمه على يد الفيلسوف الهلنستي الأفلاطوني الشهير قسطنطين لاسكاريس.
من أعماله الترجمة اللاتينية لكتاب هيروغليفية هورابولو وكتاب أرسطرخس "On the Sizes and Distances" "عن الأحجام والمسافات" (1488). يُعد كتاب De expetendis et fugiendis rebus من أكثر الأعمال قيمة التي أنتجها فالا.
ألقى محاضرات في الفيزياء والطب في بافيا والبندقية. ضمت أعماله الحساب والموسيقى البوثيوسيان، والهندسة الإقليدية، والقانون والبلاغة.
سجن عام 1496 لمدة 8 للاشتباه في تآمره مع أشخاص من عائلة تريفولزيو "Trivulzio" المتحالفة مع ملك فرنسا شارل الثامن.

## مؤلفاته

### الرسائل
- De orthographia (1495), Vienna.
- De expedita ratione argumentandi (1498; also Basel, 1529).
- Logica (1498), Venice.
- De simplicium natura (1528) Strassburg (on pharmacology).
- Georgii Vallae Placentini viri class. De expetendis et fugiendis rebus (1501, 40 books in 2 vols.), pr. Aldus Manutius, Venice.

### التعليقات والطبعات النقدية والترجمات
- Hori Apollinis Niliaci Hieroglyphica, per Georgium Vallam in latinum translata, ms. Vat. lat. 3898.
- Problemata Alexandri Aphrodisei, per Georgium Vallam in latinum translata, Venice: Antonio de Strada, 1488.
- Galeni introductorium ad medicinam Georgio Valla interprete (1491), pr. Bartholomaeus de Zanis, Venice.
- Opus magnorum moralium Aristotelis (1522), with Latin translation by Girardo Ruffo Vaccariensi, Paris.
- Juvenalis cum tribus commentariis (1485, repr. 1495), Venice.
- M. Tullii Ciceronis epistolae familiares (1505), Lyons.
- Preface to the Commentary on Juvenal of Antonio Mancinelli (1494), Venice.

## للاستزادة
- Heiberg, J. L. (1896). Beiträge zur Geschichte Georg Valla's und seiner Bibliothek (بالألمانية). Leipzig: Otto Harrassowitz.